# Soraya Sáenz de Santamaría
María Soraya Sáenz de Santamaría Antón (Valladolid, 10. lipnja 1971.), španjolska političarka i višestruka ministrica u vladi Mariana Rajoya, gdje je bila vršiteljica dužnosti ministice zdravlja i ministrice pravosuđa. Tijekom Rajoyove prve Vlade pet godina obnašala je dužnost Predsjednice Vlade, a od 2011. obnaša i dužnost potpredsjednice Vlade Španjolske. 
Tri dana nakon proglašenja Katalonske Republike, donošenja Katalonske deklaracije neovisnosti i smjene Charlesa Puigdemonta, postavljena je za izvanrednu Predsjednicu Katalonije na 50 dana, što je među pobornicima neovisnosti izazvalo nezadovoljstvo radi poznatih protukatalonskih istupa i borbe protiv katalonske neovisnosti.
Poznata je i pod nadimkom "Kraljica Soraya".

## Životopis
Rođena je u Valladolidu 1971. godine, kao prvo i jedino dijete u obitelji oca Pedra Sáenza de Santamaríe i majke Petre Antón.
Na mjesnom sveučilištu studirala je pravo i diplomirala 1994. godine. S 27 godina stekla je naslov  abogado de estado (elitni odvjetnik) i putem javnog natječaja postala državna odvjetnica.
Oženjena je i ima sina, rođenog u studenom 2011. Svega 11 dana nakon poroda, vratila se na ministarsko radno mjesto.

## Odlikovanja
Red astečkog orla, Meksiko (2014.) 

 Red Sunca, Peru (2015.)

## Vanjske poveznice
- Službeni životopis  Arhivirana inačica izvorne stranice od 21. listopada 2020. (Wayback Machine) na stranicama Španjolskog Kongresa (šp.)

|  | Zajednički poslužitelj ima još gradiva o temi Soraya Sáenz de Santamaría |